# Ledøje Sogn
Ledøje Sogn er et sogn i Frederikssund Provsti (Helsingør Stift). Sognet ligger i Egedal Kommune (Region Hovedstaden). Indtil Kommunalreformen i 2007 lå det i Ledøje-Smørum Kommune (Københavns Amt), og indtil Kommunalreformen i 1970 lå det i Smørum Herred (Københavns Amt). 
I Ledøje Sogn ligger Ledøje Kirke.
I Ledøje Sogn findes flg. autoriserede stednavne:
- Ledøje (bebyggelse, ejerlav)
- Hede Enge (bebyggelse)
- Margretelund (bebyggelse)
- Porsemose (areal)
- Tysmose (areal)
- Øbakkegård (landbrugsejendom)